# Венздей (2-й сезон)
Другий сезон американського серіалу «Венздей» був офіційно анонсований 6 січня 2023 року. Його зйомки розпочалися у 2023 році, реліз відбувся на Netflix у серпні 2025 року. Прем'єра серіалу вийде у двох частинах, починаючи з 6 серпня 2025 року (перші чотири серії). Наступна частина з’явиться 3 вересня 2025 року .

## Сюжет
За словами одного із шоураннерів серіалу Майлза Міллара, у другому сезоні буде приділено особливу увагу взаєминам головної героїні та її матері. «Відносини між Венздей та Мортішею важливі для шоу, а ідея про те, що Венздей намагається прокласти свій власний шлях поза сім'єю, важлива», — пояснив Міллар в одному з інтерв'ю. Виконавчий продюсер Альфред Гоф розповів, що Венздей залишиться в центрі сюжету, але буде використано можливості для глибшого опрацювання інших персонажів. Актор Персі Гайнс Вайт, який грав Ксав’єра Торпа в першому сезоні, не повернеться до своєї ролі через звинувачення у сексуальному насильстві.
. 

## У ролях

### Головні дійові особи
- Дженна Ортега — Венздей Аддамс
- Емма Майєрс — Енід Сінклер, однокласниця та сусідка Венздей по кімнаті у гуртожитку, перевертень
- Кетрін Зета-Джонс — Мортісія Мортіша Аддамс, матір Венздей та її брата Паґслі
- Луїс Ґусман — Гомес Аддамс, батько Венздей та Паґслі
- Айзек Ордонез — Паґслі Аддамс, брат Венздей
- Джой Сандей — Б'янка Барклай, однокласниця Венздей, сирена
- Віктор Доробанцу — Річ
- Муса Мостафа — однокласник Венздей Юджин Отінґер володіє здатністю керувати бджолами
- Джорджі Фармер — однокласник Венздей Аякс Петрополус, горгон
- Хантер Дуен — син шерифа Тайлер Ґелпін. Здатний трансформуватися в Хайда. Був поміщений до психіатричної лікарні Віллоу-Гілл

#### Другорядні дійові особи
- Фред Армісен — дядько Фестер
- Джоанна Ламлі — Гестер Фрамп Грізельда,[5] бабуся Венздей та Пагслі, мати Мортіші, казково багата власниця похоронного бюро
- Джеймі Макшейн — колишній шериф Донован Ґелпін, батько Тайлера
- Луянда Унаті Льюїс-Ньяво — нова шерифка Річі Сантьяго
- Стів Бушемі — Баррі Дорт, новий директор Академії Невермор
- Гвендолін Крісті — загибла в 1 сезоні директорка академії Невермор Лариса Вімс, духовна наставниця Венздей у 2 сезоні
- Іві Темплтон — Агнес ДеМілль - студентка із здібностями невидимості, самопроголошена фанатка Венздей
- Оуен Пейнтер — Сльорп — зомбі, якого реанімував Пагслі Аддамс
- Ной Б. Тейлор — Бруно Юсон, новий студент, перевертень
- Леді Гага — Розалін Ротвуд, нова вчителька
- Крістофер Ллойд — професор Орлофф Академії Невермор, раніше грав Фестера у фільмах Родина Адамсів та Моральні цінності сімейки Адамсів
- Біллі Пайпер - Айседора Капрі, нова вчителька музики
- Йоонас Суотамо - Ларч, дворецький сім'ї Аддамс
- Гейлі Джоел Осмент - Чет Латрой серійний вбивця, відомий як скальпер з Канзас-Сіті
- Тенді Ньютон — Рейчел Фейрберн, головний психіатр у психіатричній лікарні Віллоу-Гілл
- Хезер Матараццо - Джуді Спаннегель, асистентка Рейчел Фейрберн у психіатричній лікарні Віллоу-Гілл
- Крістіна Річчі — Мерилін Торнгілл / Лорел Гейтс, вчителька ботаніки в Неверморі, наглядачка в гуртожитку Академії Невермор, а також молодша сестра Гарретта, яку запроторили до психіатричної лікарні Віллоу-Гілл. Річчі раніше грала Венздей у фільмах Родина Адамсів та Моральні цінності сімейки Адамсів
- Ентоні Майкл Голл — Рон Крюгер, скаут-майстер кадетів Фенікс, який вступає у конфлікт із Академією Невермор
- Френсіс О'Коннор — TBA

## Список серій

### Другий сезон
| № серії | Назва серії                                               | Режисер(и)       | Сценарист(и)                                 | Оригінальна дата виходу |
| --- | --------------------------------------------------------- | ---------------- | -------------------------------------------- | ----------------------- |
| 1 | «Нові скорботи» «Here We Woe Again»                       | Тім Бертон       | Альфред Ґоф, Майлз Міллар                    | 6 серпня 2025           |
| Після продуктивного літа, Венздей Аддамс, повертається до академії Невермор як знаменитість. Новий директор Баррі Дорт пропонує їй місце відмінниці на багатті на початку року. У гуртожитку вона розуміє, що за нею стежать. Дорт вмовляє Мортішу очолити комітет зі збору коштів. Після того, як приватного детектива Карла Бредбері «вбивають ворони», колишній шериф Ґелпін просить Венздей допомогти розкрити справу, але вона відмовляється. Дорт тисне на Б'янку, щоб та використала свій гіпноз, щоб зібрати гроші для школи. Ксав'єр Торп надсилає Венздей картину, на якій зображена ворона із сліпим оком. Переслідувач Венздей краде її рукопис. Діставши його з багаття, Венздей публічно відкидає всі похвали за порятунок школи та тікає. Почувши про колишнього студента з механічним серцем, який помер внаслідок своїх небезпечних винаходів, Пагслі випадково оживляє його як зомбі. Енід женеться за Венздей, але вона падає в розпачі, побачивши видіння з надгробком Енід на цвинтарі, кишачому воронами. |                                                           |                  |                                              |                         |
| 2 | «Знайомі скорботи» «The Devil You Woe»                    | Пако Кабесас     | Мет Ламберт                                  | 6 серпня 2025           |
| Хаос панує в Неверморі під час щорічного Дня жартівника. Венздей знаходить Ґелпіна убитого воронами у його будинку, і її здібності передбачення втрачають свою спроможність. Вона знаходить одне з очей Ґелпіна, поміщене в її та Енід кімнату в гуртожитку. Пагслі показує Юджину (однокласнику Венздей) Сльорпа, зомбі, якого він закував у ланцюг і тримає як домашнього улюбленця, але зрештою той тікає. Венздей йде до психіатричної лікарні Віллоу-Гілл, де перебуває Тайлер. Після зустрічі з психіатром Тайлера, доктором Рейчел Фейрберн, Венздей розповідає Тайлеру про смерть його батька. Енід та її коханого перевертня Бруно викрадають, і Венздей розгадує серію загадок, щоб звільнити їх. Агнес ДеМілль, учениця із здібностями невидимості, виявляє себе переслідувачем, що стоїть за загадками, але заперечує свою причетність до вбивства Ґелпіна. Біанка намагається переконати Мортішу попросити її матір бабусю Фрамп (з якою вона здавна не спілкується) про пожертвування, але Мортіша відмовляється. Після того, як Біанка виявляє, що Дорт захищений від впливу її сил сирени, вона використовує їх на Мортіші. Річ зізнається Венздей, що це Мортіша забрала Книгу Заклятть її прабабці Гуді Аддамс. |                                                           |                  |                                              |                         |
| 3 | «Поклик скорботи» «Call of the Woe»                       | Пако Кабесас     | Валентина Гарза                              | 6 серпня 2025           |
| Позбавлена своїх сил та Книги Рецептів, Венздей змушена проводити розслідування у традиційному стилі під час шкільного походу. Венздей дістається до телефону Галпіна та дізнається про «Буллпен» – мисливську хатину, яку вони використовували як місце зустрічі. Венздей вирішує відвідати перший похід Невермора з наметами, щоб розслідувати це, але її батьки також йдуть, як супроводжуючі. Пагслі бере з собою Сльорпа, щоб той не залишався без нагляду. Подвійне бронювання змушує Невермора змагатися зі скаутами Фенікса за місце в таборі, і Невермор виграє змагання «Захопи прапор». У «Буллпені» Венздей знаходить старі записи про смерть ізгоїв-пацієнтів Віллоу-Гілл та напис «ЛОІС» на стіні. Прагнучи повернути книгу Гуді Адамс, Венздей викликає Мортішу на сліпу дуель. Вона її приймає за умови, що якщо вона переможе, то зможе спалити Книгу Заклятть Гуді; Мортіша перемагає. Коли скаути Фенікса намагаються здійснити наліт на табір, вони випадково звільняють Сльорпа, який вбиває лідера скаутів. Після того, як Венздей зупиняє Сльорпа, його переводять до Віллоу-Гілл, де Лорел Гейтс також є новою пацієнткою.                                                                                |                                                           |                  |                                              |                         |
| 4 | «Якби скорбота могла говорити» «If These Woes Could Talk» | Тім Бертон       | Лорен Отеро                                  | 6 серпня 2025           |
| Венздей виявляє, що свідоцтва про смерть у Віллоу-Гілл були підписані Огастесом Стоунхерстом, який зараз є там пацієнтом. Фестер проникає у Віллоу-Гілл, щоб дізнатися про напис «ЛОІС». Коли бабуся Фрамп пропонує пожертвувати кошти Невермору, якщо Книгу Заклятть Гуді Адамс повернуть, Мортіша спалює її. План Фестера розкрити правду зірвано, що призводить до його ув'язнення разом зі Сльорпом, але Венздей рятує його, коли Сльорп тікає. Венздей та Фестер виявляють, що «ЛОІС» (Довгострокові дослідження інтеграції ізгоїв) – це секретна програма для передачі сил ізгоїв нормальним людям, а нібито померлі пацієнти Віллоу-Гілл досі перебувають у полоні. Джуді Спаннегель, асистентка доктора Фейрберна та дочка Стоунхерста, розкриває свої експерименти по перетворенню на Авіана — ізгоя, здатного контролювати птахів. Після того, як Фестер звільняє затриманих, Тайлер вбиває Лорел, а Сльорп вбиває доктора Фейрберна та Стоунхерста. У формі хайда Тайлер викидає Венздей з вікна та тікає. |                                                           |                  |                                              |                         |
| 5 | «Хованки із скорботою» «Hide and Woe Seek»                | Анджела Робінсон | Еріка Васкес та Сієна Баттерфілд             | 3 вересня 2025          |
| TBA |                                                           |                  |                                              |                         |
| 6 | «Пізнай себе в скорботі» «Woe Thyself»                    | Анджела Робінсон | Альфред Гоф, Майлз Міллар та Кайла Альперт   | 3 вересня 2025          |
| TBA |                                                           |                  |                                              |                         |
| 7 | «Це вже серйозна скорбота» «This Means Woe»               | Тім Бертон       | TBA                                          | 3 вересня 2025          |
| TBA |                                                           |                  |                                              |                         |
| 8 | «Скорбота у темряві» «A Woe in the Dark»                  | Тім Бертон       | Альфред Гоф, Майлз Міллар та Джеймс Мадейскі | 3 вересня 2025          |
| TBA |                                                           |                  |                                              |                         |

## Виробництво
Відразу після прем'єри в листопаді 2022 року серіал «Венздей» набув величезної популярності, і тому критики були впевнені, що шоу отримає продовження. Офіційно другий сезон був анонсований 6 січня 2023 року. Відомо, що виробництвом знову займеться Amazon, а реліз відбудеться на Netflix. У ЗМІ озвучувалося припущення про те, що другий сезон вийде на іншій платформі через угоду Amazon з Metro-Goldwyn-Mayer про злиття, але ці дані не підтвердилися.
Netflix випустив тизер, у якому пообіцяв «ще більше страждань».
Зйомки другого сезону закінчились восени 2024 року, показ відбудеться влітку 2025 Тім Бертон зніматиме чотири епізоди, Пако Кабезас та Анджела Робінсон також будуть режисерами цього сезону.

## Оцінка

### Авдиторія
За перші чотири дні з моменту прем’єри (6-10 серпня 2025 року), перші чотири серії зібрали 50 мільйонів переглядів на Netflix — майже стільки ж, скільки отримав увесь перший сезон (50,1 млн).
Тобто другий сезон посмів друге місце серед англомовних серіалів Netflix за всю історію, поступаючись лише першому сезону. Він очолив чарти у 91 країні, встановивши новий рекорд за кількістю країн, де серіал став №1 у перший тиждень.